# Lars Skinnebach
Lars Skinnebach (født 1973 i Galten) er en dansk digter. Han er uddannet fra Forfatterskolen i 1996. Redaktør på Den Blå Port 2003-2005.
Ansat som lærer på Forfatterskolen 2006-2014. Lars Skinnebach var medlem af den politiske performancegruppe Gp&pls, som fra 2015-2020 optrådte i det meste af Europa og udgav adskillige plader. I 2022 etablerede han tidsskriftet “Sorg og Samfund” sammen med digterne Nynne Roberta Pedersen Pedersen og Ulrikke Bak, et tidsskrift for mode og poesi.
Lars Skinnebach har modtaget adskillige litterære priser og anerkendelser for sit forfatterskab blandt andre Klaus Rifbjergs debutantpris for lyrik (2004), Montanas Litteraturpris (2009) for digtsamlingen "Enhver betydning er også en mislyd" (Gyldendal, 2009) og Otto Gelsted-prisen tildelt af det Danske Akademi i 2015. I 2023 modtag han Jeanne og Henri Nathansens fødselsdagslegat. 

## Udgivelser
- Det mindste paradis, Gyldendal 2000 (Digte)
- Kærlighed til fædrelandet var drivkraften, Lindhardt og Ringhof 2001 (Temafortællinger, skrevet sammen med Jeppe Brixvold, Lars Frost og Pablo Henrik Llambias)
- I morgen findes systemerne igen, Gyldendal 2004 (Digte)
- Din misbruger, Gyldendal, 2006 (Digte)
- Enhver betydning er også en mislyd, Gyldendal, 2009 (Genrer)
- Enhver betydning er også en mislyd, ILK, 2010 (cd, sammen med bandet Little Red Suitcase)
- Kapitaland, Fingerprint, OEI Editor, Gasspedal, 2010 (I udgivelsesserien NOORD)
- Øvelser og rituelle tekster, After Hand, 2010/11
- SLAGGER, Geiger Records, 2012 (med musik af Jørgen Teller)
- TEOTWAKI, Gyldendal, 2018 (Digte illumineret af Goodiepal)

## Eksterne links
- Personlig hjemmeside Arkiveret 25. juli 2019 hos  Wayback Machine
- Litteratursidens forfatterprofil Arkiveret 22. oktober 2007 hos  Wayback Machine